# Тожанарка
Тожана́рка (другие названия реки — Пожана́рка, Пожена́рка) — река в России, протекает по Цивильскому району Чувашии, левый приток Большого Цивиля.

## Название
Название произошло, возможно, от рус. пожня «хороший луг, место сенокоса; пойменный луг»; в Тверской области — «луг и сенокос на увлажнённой низине близ болота»; в Новгородской области — «залежь, целинная земля». Дериваты: пожа, пожень. Чув. пушанар, пужанар — название луга «улăх» (Ашмарин, X, 60).— Географические названия Чувашской Республики.

## Физико-географическая характеристика
Исток — между деревнями Вурманкасы и Байдуши, пересыхающий; устье находится на 53-м км от устья Большого Цивиля, к югу от деревни Тувси. Длина реки — 10,4 км (по другим данным — 11 км), площадь водосборного бассейна — 58,6 км² (по другим данным — 53,4 км²). Коэффициент густоты речной сети 0,3 км/км². Имеет 4 притока. В нижнем течении реку пересекает автодорога М7 (европейский маршрут E 22).

### Населённые пункты
В бассейне реки и её притоков расположены населённые пункты: Вурманкасы, Байдуши, Резинкино, Тебикасы, Вторые Вурманкасы, Ситчараки, Янзакасы, Красная Горка, Первомайское, Орбаши Цивильского района.

## Флора и фауна
В долине реки отмечены редкие виды бабочек Пестрянка-эфиальт и Голубянка Елены.

## В изобразительном искусстве
Виды реки изображал народный художник Чувашии В. Л. Немцев (работы: «Весна на речке Пужанарке», «Лето на речке Пуженарке», «Пужанарка. Март» и др.).

## Данные водного реестра
По данным государственного водного реестра России относится к Верхневолжскому бассейновому округу, водохозяйственный участок реки — Цивиль от истока и до устья, речной подбассейн реки — Волга от впадения Оки до Куйбышевского водохранилища (без бассейна Суры). Речной бассейн реки — (Верхняя) Волга до Куйбышевского водохранилища (без бассейна Оки). Код водного объекта в государственном водном реестре — 08010400412112100000452.

## Комментарии
1. ↑  Источник словарной записи — д. Красная Горка, Цивильского района ЧАССР.
2. ↑  Название реки в работе — Пужанарка.